# Elisabeth's Hoop

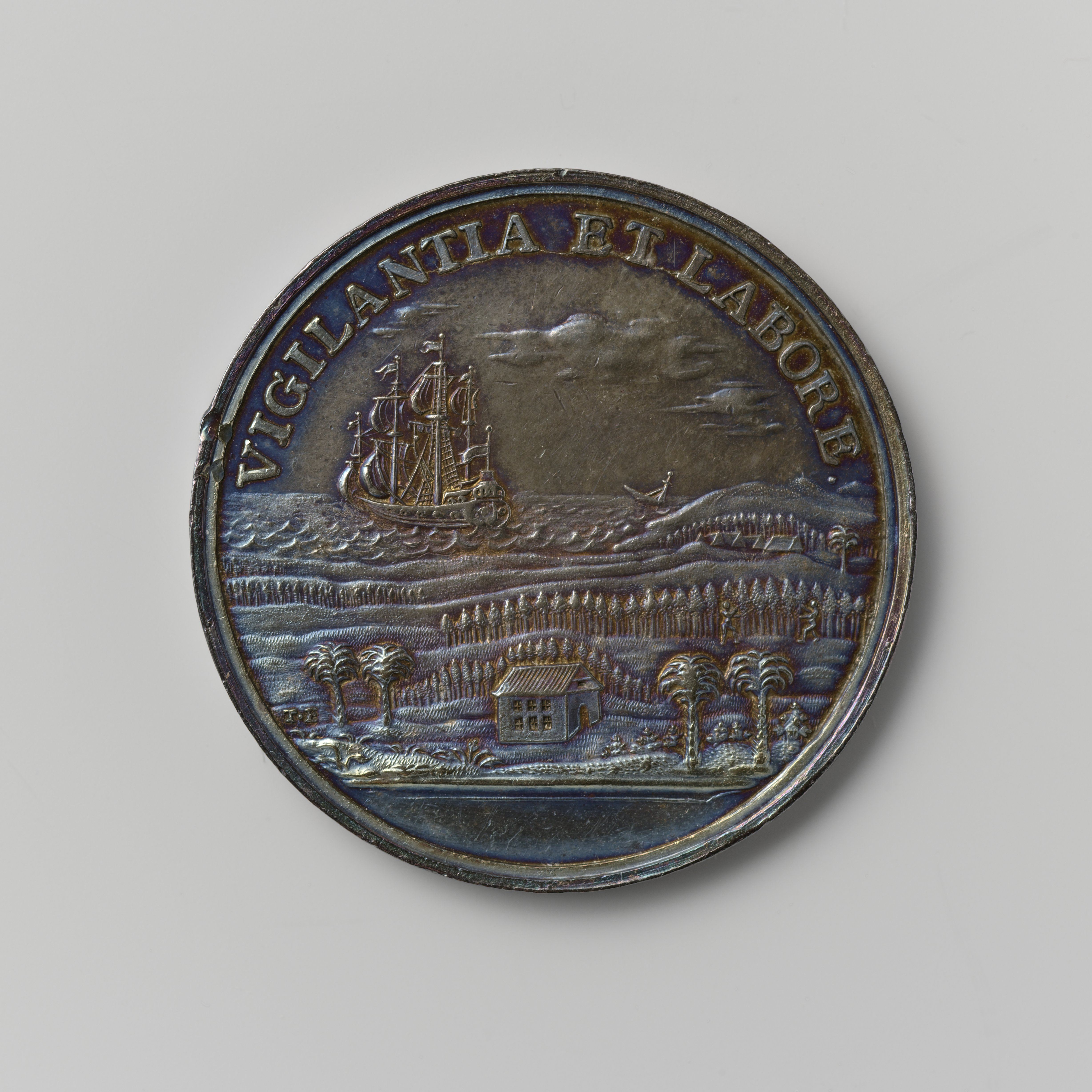
Overlijden van Theodorus Knoeffel, stichter van de plantage Elisabeth's Hoop; Zilveren penning geslagen op last van zijn broer P.L. Knoeffel. Voorzijde: gezicht op plantage Elisabeth's Hoop aan de Commewijnerivier, die door een aantal slaven wordt bewerkt; op achtergrond koopvaardijschip binnen omschrift. Keerzijde: opschrift onder versierde lijkbus.

Elisabeth's Hoop was een koffieplantage in het district Commewijne in Suriname. Het lag tussen de plantages Berlijn en Johan Margaretha aan de Commewijnerivier.
De plantage werd rond 1745 aangelegd door Carel Casismir Kleinhans, een weesmeester van de Hervormde Gemeente. Hij vernoemde het naar zijn vrouw Elisabeth Lubina Godhold, terwijl de plantage in de volksmond ook wel naar hem vernoemd werd als Kreinhansi. Net als andere plantages die in die tijd werden opgestart, verbouwde Kleinhans koffie.
Na hun dood ging het eigendom over naar een fonds dat werd beheerd door Jean Jacques Poncelet en vervolgens naar diens dochter, die in 1801 in het huwelijk trad met Rudolph le Chevalier. Hij werd eigenaar van meerdere plantages in Suriname, waaronder de ernaast gelegen plantage Berlijn.
Bij de afschaffing van de slavernij in Suriname in 1863 stond Thierry Jean Verschuur als eigenaar geregistreerd. Zijn zoon Dirk (Theodorus) Johannes Verschuur stond eveneens geregistreerd als planter op Elisabeth's Hoop. Verschuur is een verre voorouder van Katja en Birgit Schuurman. Bij de Emancipatie werden op Elisabeth's Hoop 81 personen vrijgemaakt. Er werden 26 nieuwe familienamen genoteerd, waarvan een aantal naar Nederlandse plaatsnamen, zoals Amstelveen, Dokkum, Kampen, Meerberg, Naarden, Rhenen, Roermont, Waaldijk en Zaan.
De volgende eigenaren van de plantage, G.H en J.A. Samson, schakelden over op de verbouw van cacaobomen en bananenplanten. 
In 1936 ging het eigendom van zowel Elisabeth's Hoop als Berlijn over van de West-Indische Maatschappij tot Exploitatie van Cultuurondernemingen naar de N.V. Cultuur Maatschappij tot Exploitatie van Cultuurondernemingen. De laatste verbouwde koffie, mais, rijst en aardvruchten.
Tijdens en direct na de Tweede Wereldoorlog raakte de plantage verwaarloosd en in 1947 ging het bezit over naar de firma Jamin. De plantage ging op in de Verenigde Cultuur Maatschappijen N.V. waar ook een zestal andere plantages deel van uitmaakten. De bedoeling was om er cacao te verbouwen voor de chocolade-industrie. Deze poging liep uiteindelijk spaak door enkele droge seizoenen achter elkaar in de jaren zestig.
A la bonne heure · Anna's Zorg · Akkerboom · Alliance · Alkmaar · Andresa · Auka · Andreesgift · Bantaskine · Barbados · Batavia · Beekenhorst · Belladrum · Bellevue · Belwaarde · Beninenburg · Berg en Dal · Bergen op Zoom · Berlijn (Commewijne) · Berlijn (Para) · Bethlehem · Boksweide · Boston · Botany Bay · Boxel · Bronswijk · Brouwerslust · Bruinendaal · Bucklebury · Buitenrust · Burnside · Cadrosspark · Caledonia · Campenburg · Cannewapibo · Catharina Sophia · Clevia  · Cliffort-Kokshoven · Clyde · Concordia · Concordia en een Kwart Lot · Courcabo · De Dageraad · De Goede Vriendschap · De Resolutie · De Vier Hendrikken · Diamond · Dijkveld · Domburg · Dordrecht · Eendragt · Elisabeth's Hoop · Ellen · L'Espérance (Nickerierivier) · L'Espérance (Surinamerivier) · Esthersrust · Fairfield · Fortuin · Flora · Florentia · Frederiksburg · Frederiksdorp · Frederikslust · Geertruidenberg · Geyersvlijt · Glensander · Gloria · Groot Chatillon · Groot Marseille · Guadeloupe · Hague · Hamburg · Hamilton · Hamptoncourt · Hannover · Hazard · Hebron · Hecht en Sterk · Hooyland · Hope · Houttuin · Huntly · Huwelijkszorg · Inverness · Jagtlust · Jodensavanne · Johan & Margaretha · Johanna Catharina · Johanna Maria · Johannesburg · John · Katwijk · Kent · Kerkshoven · Killenstein · Klein Bellevue · Kleinhoop · Krappahoek · Kroonenburg · Kwatta · La Jalousie · La Prosperité · La Rencontre · La Ressource (Saramacca) · La Ressource (Surinamerivier) · La Singularité · Laarwijk · Leasowes · Leliëndaal · Leonsberg · Livorno · Longmay · Lunenburg · Lust en Rust · Lustrijk · Maasstroom · Margarethenburg · Maria Petronella · Mariënbosch · Mariënburg · Margaretha's Gift · Mary's Hope · Meerzorg · Merveille · Moed en Kommer · Mon Bijou · Mon Souci · Mon Trésor · Monnikendam · Mopentibo · Morgenster · Moy · Nieuw Mocha · Nieuwzorg · Nieuwe Aanleg · De Nieuwe Grond · Nijd en Spijt · Novar · Nursery · Nut en Schadelijk · Onoribo · Onverwacht · Oranibo · Ornamibo · Overbrug · Overtoom 
· Oxford · Palestina · Paradise · Persévérance · Petersburg · Picardië · Peperpot · Pieterszorg · Plaisance · Poelwijk · Potosie · Purmerend · Reijnsdorp · Reijnsfort · Rijnberk · Roosenburg · Rorac · Rust en Werk · Rustenburg · Saltzhalen · Sans Souci · Saphir · Sarah · Sardam · Schaapstede · Schoonoord · Sinabo en Gelre · Sint Barbara · Sint Eustatius · Slootwijk · Sorgvliet · Spieringshoek · Standvastigheid · Suidwijn · Suzanna's Daal · Toevlugt (Surinamerivier) · Tout Lui Faut · Toledo · Totness · Tyronne · 't Vertrouwen · Victoria · Vierkinderen · Visserszorg · Voorburg · Voorzorg (Saramacca) · Vossenburg · Vredenburg · Vriendsbeleid en Ouderzorg · Vreeland · Waltonhall · Waldijk · Waterloo · Wederzorg · Welbedacht · Welgelegen (Commewijne) · Welgelegen (Coronie) · Welgevallen · Weltevreden · Wolffs Capoerica · Wolfenbüttel · 't Ylant · Zoelen · Zorg en Hoop (hout) · Zorg en Hoop (indigo) · Zorg en Hoop (katoen) · Zorg en Hoop (suiker)